# Gouden takin
De gouden takin (Budorcas taxicolor bedfordi of Budorcas tibetana bedfordi) is een van de vier ondersoorten van de takins. De ondersoort wordt traditioneel als een van de vier ondersoorten van Budorcas taxicolor, of op basis van een studie uit 2022 als een van de twee ondersoorten van Budorcas tibetana beschouwd.

## Verspreiding en habitat
De gouden takin komt voor in het Qinlinggebergte in het zuiden van Shaanxi. Ze leven op hoogtes van 1500 tot 3600 meter. Ze zijn te vinden op steile rotswanden en hellingen, vaak aan de rand van bosrijk gebied. 

## Biologie
De gouden takin heeft zich aangepast om tijdens de wintermaanden warm en droog te blijven. Een dikke laag van secundaire haren beschermt tegen de kou. Hoewel ze geen talgklieren hebben, scheidt hun huid een olieachtige stof af die een soort beschermende barrière vormt tegen vocht.
De gouden takin is een kuddedier. De gemiddelde levensverwachting is 12 tot 15 jaar.